# SS Omrah

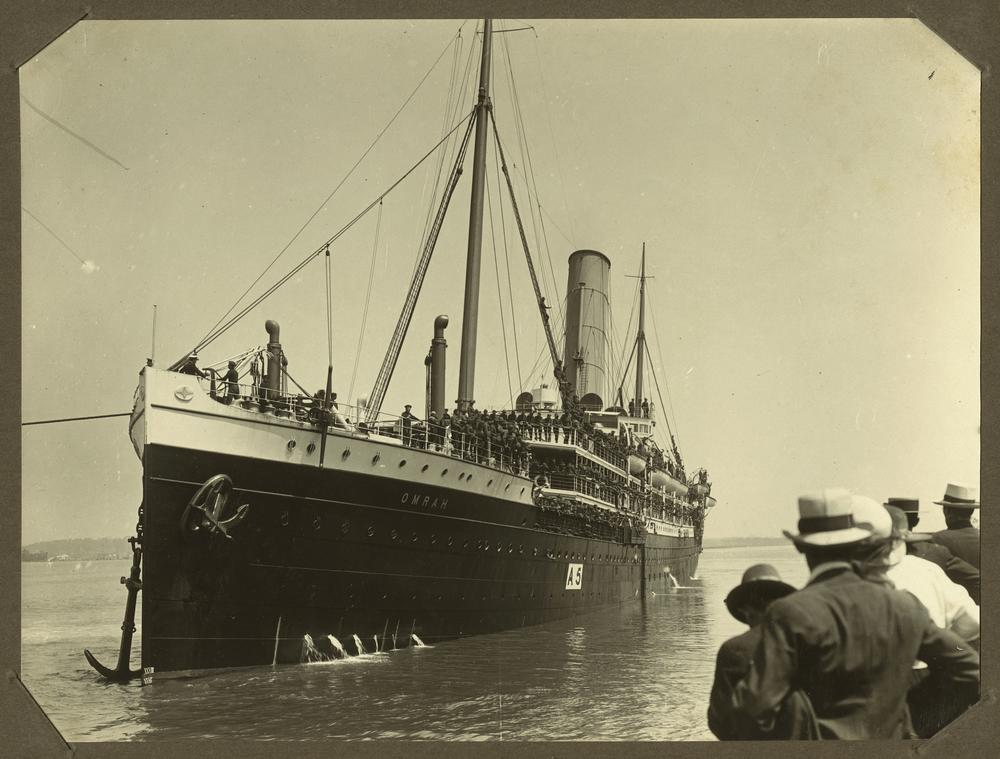

O SS Omrah foi um transatlântico da Orient Steam Navigation Company construído em 1899 para o serviço de transporte de passageiros entre o Reino Unido e a Austrália. Durante a Primeira Guerra Mundial, o navio foi utilizado para transporte de tropas. Em 12 de maio de 1918, quando fazia o percurso de Marselha para Alexandria, o Omrah foi torpedeado e afundado pelo submarino alemão UB-52 a 40 milhas náuticas (74 km) da Sardenha. Uma pessoa que estava a bordo do Omrah morreu no ataque.